# Калинин (Могилёвская область)
Калинин (бел. Калініна) — посёлок в составе Новобыховского сельсовета Быховского района Могилёвской области Республики Беларусь. До 2013 года в составе Нижнетощицкого сельсовета.

## Население
- 1982 – 53 жителя
- 2010 год — 67 жителей